# Gran Premio motociclistico della Comunità Valenciana 2014
Il Gran Premio motociclistico della Comunità Valenciana 2014 è stato la diciottesima ed ultima prova del motomondiale del 2014.
Le vittorie in gara sono state ad appannaggio di: Marc Márquez in MotoGP, Thomas Lüthi in Moto2 e Jack Miller in Moto3.
Già assegnato a Marc Márquez il titolo iridato della MotoGP (al termine del GP del Giappone) e quello della Moto2 a Esteve Rabat (al termine del GP della Malesia), Álex Márquez si laurea campione mondiale dell'unica classe dove ancora il titolo non era stato assegnato, quello della Moto3. Per la prima volta nella storia del motomondiale due fratelli (Marc e Álex Márquez) divengono campioni del mondo nella stessa stagione agonistica.

## MotoGP
Marc Márquez centra in questa gara la tredicesima vittoria stagionale, diciannovesima affermazione in MotoGP, la quarantacinquesima della sua carriera nel motomondiale, facendo segnare il primato assoluto di vittorie in una singola stagione nel motomondiale (il precedente primato era di Mick Doohan, quando nel 1997 vinse dodici gare). Al secondo posto in gara si classifica Valentino Rossi, con il pilota italiano che ottiene così anche la seconda posizione nella classifica piloti, con Jorge Lorenzo (compagno di squadra di Rossi) che, ritiratosi in questa gara, si ferma al terzo posto della graduatoria mondiale.

### Arrivati al traguardo
| Pos. | Nº | Pilota           | Squadra               | Motocicletta       | Giri | Tempo     | Griglia | Punti |
| ---- | -- | ---------------- | --------------------- | ------------------ | ---- | --------- | ------- | ----- |
| 1º   | 93 | Marc Márquez     | Repsol Honda          | Honda RC213V       | 30   | 46'39.627 | 5º      | 25    |
| 2º   | 46 | Valentino Rossi  | Movistar Yamaha       | Yamaha YZR-M1      | 30   | +3.516    | 1º      | 20    |
| 3º   | 26 | Dani Pedrosa     | Repsol Honda          | Honda RC213V       | 30   | +14.040   | 3º      | 16    |
| 4º   | 4  | Andrea Dovizioso | Ducati Team           | Ducati Desmosedici | 30   | +16.705   | 9º      | 13    |
| 5º   | 35 | Cal Crutchlow    | Ducati Team           | Ducati Desmosedici | 30   | +16.773   | 8º      | 11    |
| 6º   | 44 | Pol Espargaró    | Monster Yamaha Tech 3 | Yamaha YZR-M1      | 30   | +37.884   | 6º      | 10    |
| 7º   | 41 | Aleix Espargaró  | NGM Forward Racing    | Forward Yamaha     | 30   | +38.168   | 11º     | 9     |
| 8º   | 6  | Stefan Bradl     | LCR Honda             | Honda RC213V       | 30   | +41.803   | 10º     | 8     |
| 9º   | 51 | Michele Pirro    | Ducati Team           | Ducati Desmosedici | 30   | +45.710   | 12º     | 7     |
| 10º  | 45 | Scott Redding    | GO&FUN Honda Gresini  | Honda RCV1000R     | 30   | +51.191   | 14º     | 6     |
| 11º  | 8  | Héctor Barberá   | Avintia Racing        | Ducati Desmosedici | 30   | +56.512   | 17º     | 5     |
| 12º  | 9  | Danilo Petrucci  | Octo IodaRacing       | ART                | 30   | +57.000   | 21º     | 4     |
| 13º  | 69 | Nicky Hayden     | Drive M7 Aspar        | Honda RCV1000R     | 30   | +57.262   | 16º     | 3     |
| 14º  | 38 | Bradley Smith    | Monster Yamaha Tech 3 | Yamaha YZR-M1      | 30   | +57.517   | 7º      | 2     |
| 15º  | 7  | Hiroshi Aoyama   | Drive M7 Aspar        | Honda RCV1000R     | 30   | +58.775   | 18º     | 1     |
| 16º  | 19 | Álvaro Bautista  | GO&FUN Honda Gresini  | Honda RC213V       | 30   | +58.864   | 13º     |       |
| 17º  | 17 | Karel Abraham    | Cardion AB Motoracing | Honda RCV1000R     | 30   | +1'02.389 | 23º     |       |
| 18º  | 15 | Alex De Angelis  | NGM Forward Racing    | Forward Yamaha     | 30   | +1'15.795 | 19º     |       |
| 19º  | 70 | Michael Laverty  | Paul Bird Motorsport  | PBM                | 30   | +1'26.309 | 22º     |       |
| 20º  | 23 | Broc Parkes      | Paul Bird Motorsport  | PBM                | 30   | +1'37.212 | 24º     |       |
| 21º  | 63 | Mike Di Meglio   | Avintia Racing        | Avintia GP14       | 29   | +1 giro   | 25º     |       |
| 22º  | 29 | Andrea Iannone   | Pramac Racing         | Ducati Desmosedici | 29   | +1 giro   | 2º      |       |

### Ritirati
| Nº | Pilota          | Squadra                   | Motocicletta       | Giri | Griglia |
| -- | --------------- | ------------------------- | ------------------ | ---- | ------- |
| 99 | Jorge Lorenzo   | Movistar Yamaha           | Yamaha YZR-M1      | 24   | 4º      |
| 14 | Randy de Puniet | Suzuki MotoGP             | Suzuki GSX-RR      | 12   | 20º     |
| 68 | Yonny Hernández | Energy T.I. Pramac Racing | Ducati Desmosedici | 9    | 15º     |

## Moto2
La gara di questa classe viene vinta da Thomas Lüthi con la Suter MMX2 del team Interwetten Sitag, per il pilota svizzero si tratta della seconda affermazione stagionale (la prima la ottenne al GP del Giappone), quarta personale in Moto2 e nona della sua carriera nel motomondiale. Secondo sul traguardo Esteve Rabat, già certo del titolo mondiale, ottenuto in conclusione del GP della Malesia, con Johann Zarco in terza posizione con la Caterham Suter.
Nella classifica piloti, la stagione si conclude con Rabat primo con 346 punti, al secondo posto il compagno di squadra di Rabat, Mika Kallio con 289 punti, con il team Marc VDS Racing che posiziona entrambi i suoi piloti nelle prime due posizioni della graduatoria iridata. Terzo nel mondiale con 274 punti lo spagnolo Maverick Viñales del team Paginas Amarillas HP 40, che risulta anche il miglior esordiente stagionale di questa classe.

### Arrivati al traguardo
| Pos. | Nº | Pilota              | Squadra                    | Motocicletta       | Giri | Tempo     | Griglia | Punti |
| ---- | -- | ------------------- | -------------------------- | ------------------ | ---- | --------- | ------- | ----- |
| 1º   | 12 | Thomas Lüthi        | Interwetten Sitag          | Suter MMX2         | 27   | 43'08.366 | 4º      | 25    |
| 2º   | 53 | Esteve Rabat        | Marc VDS Racing            | Kalex Moto2        | 27   | +0.133    | 1º      | 20    |
| 3º   | 5  | Johann Zarco        | AirAsia Caterham           | Caterham Suter     | 27   | +10.728   | 2º      | 16    |
| 4º   | 39 | Luis Salom          | Paginas Amarillas HP 40    | Kalex Moto2        | 27   | +13.014   | 10º     | 13    |
| 5º   | 19 | Xavier Siméon       | Federal Oil Gresini        | Suter MMX2         | 27   | +13.689   | 5º      | 11    |
| 6º   | 77 | Dominique Aegerter  | Technomag carXpert         | Suter MMX2         | 27   | +14.706   | 11º     | 10    |
| 7º   | 22 | Sam Lowes           | Speed Up                   | Speed Up SF14      | 27   | +18.825   | 14º     | 9     |
| 8º   | 23 | Marcel Schrötter    | Tech 3                     | Tech 3 Mistral 610 | 27   | +30.185   | 6º      | 8     |
| 9º   | 95 | Anthony West        | QMMF Racing                | Speed Up SF14      | 27   | +30.227   | 23º     | 7     |
| 10º  | 7  | Lorenzo Baldassarri | Gresini Moto2              | Suter MMX2         | 27   | +30.604   | 17º     | 6     |
| 11º  | 81 | Jordi Torres        | Mapfre Aspar               | Suter MMX2         | 27   | +30.615   | 25º     | 5     |
| 12º  | 88 | Ricard Cardús       | Tech 3                     | Tech 3 Mistral 610 | 27   | +33.422   | 20º     | 4     |
| 13º  | 94 | Jonas Folger        | AGR Team                   | Kalex Moto2        | 27   | +33.594   | 7º      | 3     |
| 14º  | 30 | Takaaki Nakagami    | Idemitsu Honda Team Asia   | Kalex Moto2        | 27   | +33.997   | 22º     | 2     |
| 15º  | 96 | Louis Rossi         | SAG Team                   | Kalex Moto2        | 27   | +34.007   | 15º     | 1     |
| 16º  | 55 | Hafizh Syahrin      | Petronas Raceline Malaysia | Kalex Moto2        | 27   | +35.578   | 19º     |       |
| 17º  | 70 | Robin Mulhauser     | Technomag carXpert         | Suter MMX2         | 27   | +35.691   | 26º     |       |
| 18º  | 18 | Nicolás Terol       | Mapfre Aspar               | Suter MMX2         | 27   | +46.996   | 29º     |       |
| 19º  | 14 | Ratthapark Wilairot | AirAsia Caterham           | Caterham Suter     | 27   | +50.650   | 28º     |       |
| 20º  | 44 | Roberto Rolfo       | Tasca Racing               | Suter MMX2         | 27   | +51.877   | 30º     |       |
| 21º  | 21 | Franco Morbidelli   | Italtrans Racing           | Kalex Moto2        | 27   | +52.808   | 3º      |       |
| 22º  | 4  | Randy Krummenacher  | Octo IodaRacing            | Suter MMX2         | 27   | +53.428   | 21º     |       |
| 23º  | 20 | Florian Marino      | NGM Forward Racing         | Kalex Moto2        | 27   | +53.435   | 27º     |       |
| 24º  | 8  | Gino Rea            | AGT Rea Racing             | Suter MMX2         | 27   | +1'07.704 | 32º     |       |
| 25º  | 97 | Román Ramos         | QMMF Racing                | Speed Up SF14      | 27   | +1'13.613 | 33º     |       |
| 26º  | 45 | Tetsuta Nagashima   | Teluru Team JiR Webike     | NTS                | 27   | +1'14.977 | 35º     |       |
| 27º  | 25 | Azlan Shah          | Idemitsu Honda Team Asia   | Kalex Moto2        | 27   | +1'15.138 | 34º     |       |
| 28º  | 10 | Thitipong Warokorn  | APH PTT The Pizza SAG      | Kalex Moto2        | 25   | +2 giri   | 31º     |       |

### Ritirati
| Nº | Pilota           | Squadra                 | Motocicletta  | Giri | Griglia |
| -- | ---------------- | ----------------------- | ------------- | ---- | ------- |
| 54 | Mattia Pasini    | NGM Forward Racing      | Kalex Moto2   | 7    | 18º     |
| 90 | Lucas Mahias     | Promoto Sport           | Transfiormers | 4    | 24º     |
| 60 | Julián Simón     | Italtrans Racing        | Kalex Moto2   | 2    | 12º     |
| 49 | Axel Pons        | AGR Team                | Kalex Moto2   | 2    | 13º     |
| 40 | Maverick Viñales | Paginas Amarillas HP 40 | Kalex Moto2   | 2    | 8º      |
| 36 | Mika Kallio      | Marc VDS Racing         | Kalex Moto2   | 0    | 9º      |
| 11 | Sandro Cortese   | Dynavolt Intact GP      | Kalex Moto2   | 0    | 16º     |

## Moto3
Jack Miller con la KTM RC 250 GP del team Red Bull KTM Ajo vince la gara, il pilota australiano realizza in questo modo la sua sesta affermazione stagionale. Grazie al terzo posto sul traguardo è però lo spagnolo Álex Márquez con la Honda NSF250R del team Estrella Galicia 0,0 a laurearsi campione mondiale della Moto3, avanzando di soli due punti nella classifica piloti proprio Miller (Márquez 278 punti contro i 276 di Miller). Conclude secondo la gara Isaac Viñales del Calvo Team.
Particolare la situazione venutasi a creare nella classifica costruttori, dove KTM e Honda chiudono il campionato entrambe al primo posto con 384 punti totali. Il titolo iridato viene assegnato alla casa costruttrice austriaca grazie alle dieci vittorie stagionali, contro le otto ottenute dalla casa motociclistica giapponese.

### Arrivati al traguardo
| Pos. | Nº | Pilota              | Squadra                          | Motocicletta        | Giri | Tempo     | Griglia | Punti |
| ---- | -- | ------------------- | -------------------------------- | ------------------- | ---- | --------- | ------- | ----- |
| 1º   | 8  | Jack Miller         | Red Bull KTM Ajo                 | KTM RC 250 GP       | 24   | 40'10.983 | 2º      | 25    |
| 2º   | 32 | Isaac Viñales       | Calvo Team                       | KTM RC 250 GP       | 24   | +0.155    | 4º      | 20    |
| 3º   | 12 | Álex Márquez        | Estrella Galicia 0,0             | Honda NSF250R       | 24   | +0.955    | 3º      | 16    |
| 4º   | 52 | Danny Kent          | Red Bull Husqvarna Ajo           | Husqvarna FR 250 GP | 24   | +1.572    | 11º     | 13    |
| 5º   | 42 | Álex Rins           | Estrella Galicia 0,0             | Honda NSF250R       | 24   | +2.251    | 5º      | 11    |
| 6º   | 7  | Efrén Vázquez       | SaxoPrint-RTG                    | Honda NSF250R       | 24   | +2.508    | 9º      | 10    |
| 7º   | 23 | Niccolò Antonelli   | Junior Team GO&FUN               | KTM RC 250 GP       | 24   | +3.620    | 1º      | 9     |
| 8º   | 44 | Miguel Oliveira     | Mahindra Racing                  | Mahindra MGP3O      | 24   | +4.216    | 17º     | 8     |
| 9º   | 41 | Brad Binder         | Ambrogio Racing                  | Mahindra MGP3O      | 24   | +4.248    | 16º     | 7     |
| 10º  | 98 | Karel Hanika        | Red Bull KTM Ajo                 | KTM RC 250 GP       | 24   | +4.363    | 6º      | 6     |
| 11º  | 33 | Enea Bastianini     | Junior Team GO&FUN               | KTM RC 250 GP       | 24   | +5.462    | 21º     | 5     |
| 12º  | 10 | Alexis Masbou       | Ongetta-Rivacold                 | Honda NSF250R       | 24   | +5.780    | 15º     | 4     |
| 13º  | 84 | Jakub Kornfeil      | Calvo Team                       | KTM RC 250 GP       | 24   | +5.959    | 12º     | 3     |
| 14º  | 5  | Romano Fenati       | SKY Racing Team VR46             | KTM RC 250 GP       | 24   | +6.209    | 14º     | 2     |
| 15º  | 58 | Juanfran Guevara    | Mapfre Aspar                     | Kalex KTM           | 24   | +6.726    | 10º     | 1     |
| 16º  | 21 | Francesco Bagnaia   | SKY Racing Team VR46             | KTM RC 250 GP       | 24   | +11.775   | 20º     |       |
| 17º  | 17 | John McPhee         | SaxoPrint-RTG                    | Honda NSF250R       | 24   | +16.663   | 8º      |       |
| 18º  | 16 | Andrea Migno        | Mahindra Racing                  | Mahindra MGP3O      | 24   | +24.919   | 13º     |       |
| 19º  | 63 | Zulfahmi Khairuddin | Ongetta-AirAsia                  | Honda NSF250R       | 24   | +28.038   | 26º     |       |
| 20º  | 13 | Jasper Iwema        | CIP                              | Mahindra MGP3O      | 24   | +28.404   | 23º     |       |
| 21º  | 19 | Alessandro Tonucci  | CIP                              | Mahindra MGP3O      | 24   | +28.490   | 19º     |       |
| 22º  | 43 | Luca Grünwald       | Kiefer Racing                    | Kalex KTM           | 24   | +40.773   | 28º     |       |
| 23º  | 38 | Hafiq Azmi          | SIC-AJO                          | KTM RC 250 GP       | 24   | +40.784   | 24º     |       |
| 24º  | 4  | Gabriel Ramos       | Kiefer Racing                    | Kalex KTM           | 24   | +49.329   | 34º     |       |
| 25º  | 3  | Matteo Ferrari      | San Carlo Team Italia            | Mahindra MGP3O      | 24   | +49.355   | 27º     |       |
| 26º  | 55 | Andrea Locatelli    | San Carlo Team Italia            | Mahindra MGP3O      | 24   | +52.862   | 30º     |       |
| 27ª  | 6  | María Herrera       | Junior Team Estrella Galicia 0,0 | Honda NSF250R       | 24   | +52.879   | 31ª     |       |
| 28º  | 14 | Albert Arenas       | Calvo Team                       | KTM RC 250 GP       | 24   | +1'29.792 | 22º     |       |

### Ritirati
| Nº | Pilota          | Squadra                   | Motocicletta        | Giri | Griglia |
| -- | --------------- | ------------------------- | ------------------- | ---- | ------- |
| 31 | Niklas Ajo      | Avant Tecno Husqvarna Ajo | Husqvarna FR 250 GP | 20   | 7º      |
| 99 | Jorge Navarro   | Marc VDS Racing           | Kalex KTM           | 9    | 18º     |
| 9  | Scott Deroue    | RW Racing GP              | Kalex KTM           | 8    | 33º     |
| 95 | Jules Danilo    | Ambrogio Racing           | Mahindra MGP3O      | 7    | 29º     |
| 91 | Gabriel Rodrigo | RBA Racing                | KTM RC 250 GP       | 1    | 25º     |
| 65 | Philipp Öttl    | Interwetten Paddock       | Kalex KTM           | 1    | 32º     |